# Європейський омбудсман
Європе́йський омбудсма́н (англ. European Ombudsman) — омбудсман Європейського Союзу; посадова особа, уповноважена приймати та розглядати скарги від громадян і резидентів ЄС на адміністративні порушення в інституціях та установах об'єднання.

## Історія
Посаду Європейського омбудсмана було запроваджено Маастрихтським договором у 1993 році. «Статутом Європейського омбудсмана» є Рішення Європарламенту від 9 березня 1994 «Про правила та загальні умови регулювання виконання обов'язків омбудсмана».
Першим посаду Європейського омбудсмана обійняв Якоб Седерман у 1995 році і, на той час, в його офісі був лише один працівник — секретар. У 2003 році Седермана змінив Нікіфорос Діамандурос, він залишався на цій посаді майже 10 років. Склавши свої повноваження омбудсмана в Ірландії, з 1 жовтня 2013 офіс Європейського омбудсмана очолила Емілі О'Рейлі (Emily O'Reilly). Вона ж стала першою жінкою на цій посаді.
Офіс Європейського омбудсмана розміщується у Страсбурзі (Франція). Наразі в ньому працює майже 90 співробітників, більшість з яких є юристами та володіє декількома мовами — задля забезпечення ефективного розгляду звернень усіма 24 офіційними мовами ЄС.

## Призначення та звільнення
Омбудсман призначається після кожних виборів до Європейського парламенту — новообраним парламентом і на строк дії його повноважень (п'ять років), при цьому Європейський омбудсман має право на повторне обрання. Кандидат повинен бути громадянином ЄС й відповідати вимогам, що висуваються до кандидатів на обіймання найвищих посад у судових органах його країни, або ж мати загальновизнану компетентність та досвід для виконання обов'язків омбудсмана.
Європейський омбудсман, перебуваючи на своїй посаді, не може вести будь-яку іншу діяльність — за винагороду чи без неї. На вимогу Європейського парламенту, у разі, коли омбудсман більше не відповідає вимогам, необхідним для виконання своїх обов'язків, або вчинив неправомірні дії, за рішенням Суду ЄС, він може бути звільнений з посади.

## Обов'язки та повноваження
Європейський омбудсман уповноважений приймати скарги на незадовільну діяльність всіх інституцій та установ Спільноти, за виключенням Суду ЄС та Суду загальної юрисдикції. Заяву, самостійно або через члена Європарламенту, може подати будь-яка фізична особа — громадянин або резидент Європейського Союзу, а також юридична особа, що має реєстрацію у країнах ЄС. Вона може бути написана однією з 24 офіційних мов ЄС і подаватися як безпосередньо до офісу омбудсмана, так і надсилатися: листом, факсом або через спеціальну форму на сайті. Крім того, за бажанням скаржника, заява залишається конфіденційною.
У відповідь омбудсман проводить розслідування: на підставі скарги або за власною ініціативою здійснює відповідні запити. При цьому інституції ЄС зобов'язані надавати йому будь-яку інформацію і доступ до відповідних документів. Виявивши факти порушень, омбудсман сповіщає установу, про яку йдеться, і надсилає їй свої рекомендації. Установа-адресат має три місяці на те, щоб дати докладну відповідь; після чого омбудсман направляє остаточний звіт Європейському парламентові та відповідній установі. Крім того, він сповіщає скаржника про результати свого розслідування. Акти омбудсмана мають рекомендаційний характер, але загальний рівень виконання цих рекомендацій є досить високим і у 2012 році, зокрема, склав 82 %.
Більшість скарг розглядаються протягом року, але перша відповідь надається заявнику якнайшвидше. Про результати своєї діяльності омбудсман щорічно звітує у парламенті.

## Статистика звернень
За статистикою найбільше нарікань мешканці ЄС мають на діяльність Європейської комісії — 58,2 % від усіх звернень у 2018 році. При цьому основними предметами скарг є прозорість в доступі до інформації, якість надання послуг, компетентність, дотримання процедур та регламентів.
З 2011 року лідером за кількістю поданих звернень є Іспанія, за нею — Німеччина, Велика Британія, Польща та Бельгія.
У порівнянні з іншими періодами, рекордну кількість розслідувань за отриманими зверненнями Європейським омбудсманом було відкрито 2018 року.
| Рік                   | 2018 | 2017 | 2016 | 2015 | 2014 | 2013 | 2012 | 2011 | 2010 | 2009 | 2008 |
| Отримано звернень     | 880  | 751  | 711  | 707  | 736  | 750  | 740  | 698  | 744  | 727  | 802  |
| Відкрито розслідувань | 490  | 447  | 245  | 261  | 342  | 350  | 465  | 396  | 335  | 339  | 296  |

## Приклади справ
- У 2007 році два високопосадовці Єврокомісії прийняли VIP-квитки на матч Кубку світу з регбі від відомого виробника спортивних товарів. Федерація «Друзі Землі Європи», вбачаючи у таких діях конфлікт інтересів, зробила відповідне звернення до Європейського омбудсмана. У відповідь на розслідування й отримані рекомендації від омбудсмана, Європейська комісія визнала, що з її боку було помилкою надавати дозвіл на прийняття квитків чиновниками, а також погодилася змінити внутрішні правила для персоналу щодо отримання знаків уваги[13][3].
- Дві фармацевтичні компанії у 2009 році звернулися до омбудсмана зі скаргою на Європейську агенцію лікарських засобів, звинувачуючи її в дискримінації: агенція зобов'язала провести дослідження щодо використання їх препарату (кандесартан) для лікування серцевої недостатності у дітей, але при цьому два аналогічні препарати інших виробників (лозартан і валсартан) від необхідності виконання такого аналізу звільнила. За результатами розслідування, що остаточно було закрито у липні 2013 року, омбудсман дійшов висновку, що агенція вчинила правильно і діяла згідно з чинним законодавством, але не змогла забезпечити адекватну прозорість процесу прийняття рішення та не обґрунтувала належним чином його причини скаржникам. Європейська агенція лікарських засобів погодилася із зауваженнями та взяла до опрацювання розроблені омбудсманом рекомендації, які покликані зробити її діяльність більш прозорою, особливо у питаннях захисту здоров'я дітей[14][15].
- 2012 року до офісу Європейського омбудсмана надійшла скарга про те, що Рада Європейського Союзу не розголошує зміст розробленого проекту документу з переліком спільних кроків щодо встановлення безвізового режиму між ЄС та Росією. Разом з тим, аналогічні документи, що стосувалися Молдови й України, були розміщені у вільному доступі на сайті Ради. Після того, як омбудсман надіслав відповідний запит, Рада Європейського Союзу цей документ опублікувала[16].

## Список омбудсманів
| Країна    | Портрет | Ім'я                  | Період    |
| --------- | ------- | --------------------- | --------- |
| Фінляндія |         | Якоб Седерман         | 1995-2003 |
| Греція    |         | Нікіфорос Діамандурос | 2003-2013 |
| Ірландія  |         | Емілі О'Рейлі         | з 2013    |